# 馬克·迪克林
馬克·迪克林（Mark Deklin，1967年12月3日—）是美國的一位演員，出生在匹茲堡，畢業於賓夕法尼亞州立大學和華盛頓大學。他出演過多部百老匯音樂劇，並且也參與電影和電視劇的演出。